# Hypodryas altaica
Hypodryas altaica är en fjärilsart som beskrevs av Bang-haas 1909. Hypodryas altaica ingår i släktet Hypodryas och familjen praktfjärilar. Inga underarter finns listade i Catalogue of Life.